# 26 a.C.
26 a.C. foi um ano comum do século I a.C. que durou 365 dias. De acordo com o Calendário Juliano, o ano teve início e terminou a uma segunda-feira. a sua letra dominical foi G.
| Ano completo                         |
| ------------------------------------ |
| Ano comum com início à segunda-feira |

## Eventos
- Início do quinto ciclo calípico.[1]
- Petrônio é nomeado governador do Egito no lugar de Cornélio Galo. Ele reprime uma manifestação de alexandrinos, matando alguns.[1]
- Polemão, rei do Ponto, é incluído entre os aliados e confederados de Roma.[1]

### Judeia
- Costóbaro, o idumeu, e Salomé, irmã de Herodes, tem uma desavença e ela, ao contrário do costume dos judeus, envia uma carta de divórcio ao marido, e se refugia com Herodes. Ela denuncia que Costóbaro estava tramando a revolta junto de Lisímaco, Antípatro e Dositeu. Salomé também diz que estava mantendo refugiado, no seu palácio, por doze anos, os filhos de Bebas, desde a tomada de Jerusalém por Herodes. Herodes ordena a morte dos filhos de Bebas.[1]
- Seguro de seu trono, Herodes se afasta cada vez mais dos costumes judeus. Ele constroi um teatro e um anfiteatro em Jerusalém, e estabelece jogos de luta a cada quinto ano em homenagem a César Augusto.[1]

## Mortes
- Os filhos de Bebas, e todos que haviam ajudado a escondê-los. Herodes ordenou estes assassinatos para que toda a família de Hircano fosse morta, e não houvesse mais nenhuma ameaça a seu trono.[1]
- Cornélio Galo, governador romano do Egito. Ele havia falado mal de Augusto, foi acusado de ter pilhado a província, foi condenado ao exílio e confisco de bens, e se suicidou.[1]